# Liste der Einträge im National Register of Historic Places im Wilcox County (Alabama)
Die Liste der Registered Historic Places im Wilcox County führt alle Bauwerke und historischen Stätten im Wilcox County in Alabama auf, die in das National Register of Historic Places aufgenommen wurden.

## Aktuelle Einträge
| Lfd. Nr. | Name                                       | Bild | Datum der Eintragung | Adresse/Lage                                                                              | Ort        | ID-Nr.   | Beschreibung |
| -------- | ------------------------------------------ | ---- | -------------------- | ----------------------------------------------------------------------------------------- | ---------- | -------- | ------------ |
| 1        | Ackerville Baptist Church of Christ        |      | 18. Apr. 2003        | AL 89                                                                                     | Ackerville | 03000228 |              |
| 2        | Dry Forks Plantation                       |      | 26. Feb. 1999        | östlich der AL 41, 9 km südwestlich von Camden                                            | Coy        | 99000250 |              |
| 3        | Furman Historic District                   |      | 13. Mai 1999         | grob entlang der Old Snow Hill Rd., Cty. Rd. 59, Burson Rd. und AL 21                     | Furman     | 99000249 |              |
| 4        | Hawthorn House                             |      | 7. März 1985         | 9 North Broad St.                                                                         | Pine Apple | 85000452 |              |
| 5        | Liberty Hall                               |      | 5. Jan. 1984         | AL 221                                                                                    | Camden     | 84000751 |              |
| 6        | Liddell Archeological Site                 |      | 17. Nov. 1978        | Adresse Verschlusssache                                                                   | Camden     | 78000511 |              |
| 7        | Oak Hill Historic District                 |      | 26. Juni 1998        | Gebiet um die Kreuzung von AL 10 und Al 21                                                | Oak Hill   | 98000711 |              |
| 8        | Pine Apple Historic District               |      | 26. Feb. 1999        | grob entlang Old Depot, Cty. Rd. 59, 7 und 61, Broad St., Banana St., AL 10 und Adams Dr. | Pine Apple | 99000248 |              |
| 9        | Prairie Mission                            |      | 29. Okt. 2001        | 400 m südöstlich der Kreuzung von AL 28 und McCall Rd.                                    | Catherine  | 01001171 |              |
| 10       | Snow Hill Normal and Industrial Institute  |      | 24. Feb. 1995        | Nordseite der Co. Rd. 26 nordwestlich von Snow Hill                                       | Snow Hill  | 95000146 |              |
| 11       | Tait-Ervin House                           |      | 24. Feb. 1995        | 205 Co. Rd. 33                                                                            | Camden     | 95000147 |              |
| 12       | Tristram Bethea House                      |      | 11. Juli 1985        | AL 28 und CR 22                                                                           | Camden     | 85001501 |              |
| 13       | Wilcox County Courthouse Historic District |      | 18. Jan. 1979        | unregelmäßiges Gebiet an der Broad St.                                                    | Camden     | 79000405 |              |
| 14       | Wilcox Female Institute                    |      | 3. Apr. 1975         | Church St.                                                                                | Camden     | 75000330 |              |
| 15       | William King Beck House                    |      | 21. Mai 1993         | Nordseite der AL 28 N, 5 km nördlich der Kreuzung mit AL 10                               | Camden     | 93000421 |              |